# Kania (Ostrów Wielkopolski)
Pour les articles homonymes, voir Kania.
Kania est une localité polonaise de la gmina rurale de Sieroszewice, située dans le powiat d'Ostrów Wielkopolski en voïvodie de Grande-Pologne. Elle se trouve à environ 20 kilomètres à l'est de la ville d'Ostrów Wielkopolski et 112 km au sud-est de Poznań, la capitale régionale. 

## Géographie

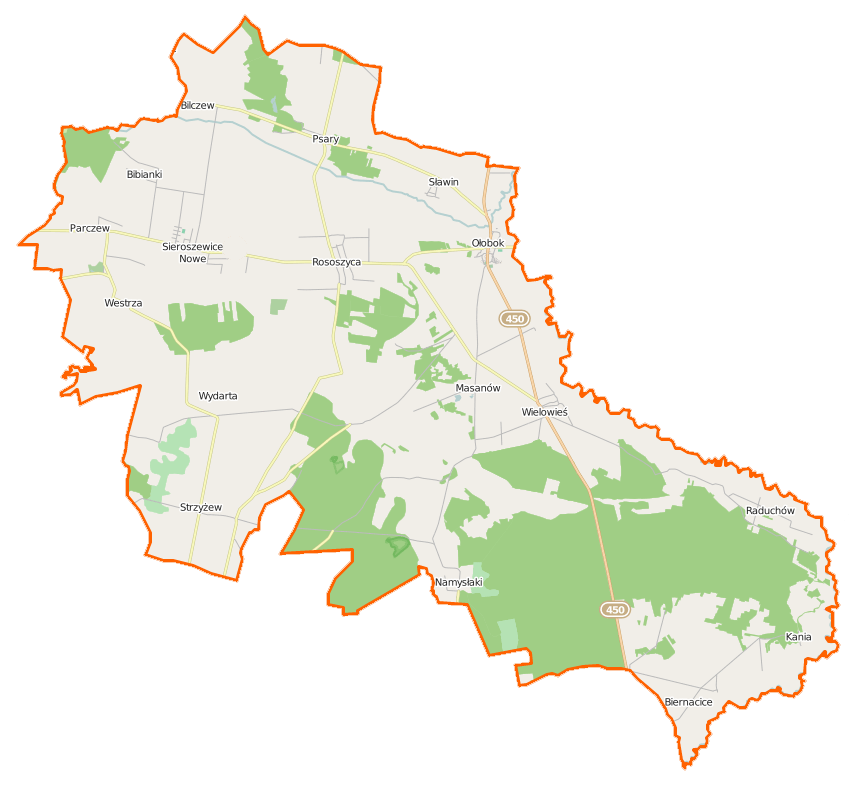
Carte de la gmina de Sieroszewice.